# كيلزانغ غياتسو
كيلزانغ غياتسو (1708 م – 1757 م) الدالاي لاما السابع، ولد في شرق التبت في لايتانغ واشتهر منذ نعومة أظفاره بحكمته وبقدرته على نظم الشعر، فقد كان يؤلف وهو طفل صغير القصائد بعفوية وتلقائية. تقرر بأن كيلزانغ هو تجسد الدالاي لاما المقبل بسبب بيت شعري للدالاي لاما السادس قال فيه «بعد ذهابي إلى لايتانغ لن أعود أبداً».
بتأثير من راهب شاعر يدعى تسونغخابا رحل كيلزانغ إلى وسط التبت حيث عرف هناك أيضا على أنه ذو «روح عميقة» وألقى المواعظ في آلاف الناس وهو صبي، وفي عام 1751 وعن عمر 43 سنة أعلن كيلزانغ غياستو الدالاي لاما السابع. وضع كيلزانغ العديد من الكتب ونظم الكثير من القصائد والنصوص الشعرية، اتصفت حياته بالبساطة والزهد مما جعله يربح قلوب التبتين. توفي عام 1757.

## مواضيع ذات صلة
- البوذية
- الدالاي لاما

## وصلات خارجية
- كيلزانغ غياتسو على موقع الموسوعة البريطانية (الإنجليزية)

- الموسوعة البريطانية
- Poetry Chaikhana

| سبقه تسانغيانغ غياتسو | الدالاي لاما بين عامي 1708 - 1757 | تبعه جامفيل غياتسو |